# Nationaal park Kurjenrahka
Nationaal park Kurjenrahka (Fins: Kurjenrahkan kansallispuisto/ Zweeds: Kurjenrahka nationalpark) is een nationaal park in Varsinais-Suomi in Finland. Het park werd opgericht in 1998 en is 29 vierkante kilometer groot. Het landschap bestaat uit veen en bos waarin bruine beer, lynx en wolf leven.